# El molino de Wijk bij Duurstede
El molino de Wijk bij Duurstede (en neerlandés, De molen bij Wijk bij Duurstede) es acaso la obra más conocida del pintor paisajista holandés Jacob Ruysdael. Está realizada al óleo sobre lienzo. Fue pintada hacia el año 1670. Mide 83 cm de alto y 101 cm de ancho. Se conserva en el Rijksmuseum de Ámsterdam en los Países Bajos.
Se trata de un paisaje típico de Jacob Ruysdael, con elementos dramáticos como el cielo nublado que ocupa dos tercios del cuadro. Parece que va a haber tormenta, pero no hay relámpagos que lo evidencien. En Ruysdael, la naturaleza parece más impresionante y dramática de lo que es en realidad. Pretendía representar la naturaleza sin domar en sus diferentes aspectos. Como es propio de los paisajistas holandeses del siglo XVII, su punto de vista es muy bajo, a diferencia de los paisajistas de siglos anteriores que optaban por puntos de vista más altos (como se ve en Los cazadores en la nieve o Paisaje fluvial con cacería de jabalíes, por ejemplo). Este tipo de punto de vista, mucho más bajo, permitía, por un lado, que se viera una gran extensión de cielo; por otro lado, eso hace que el molino de viento destaque en lo alto. 
El río que se ve es la desembocadura del Rin en Wijk bij Duurstede. El lugar se reconoce al situar el pintor el castillo y la iglesia de St. Maarten.